# Franz Clement
Franz Joseph Clement (Viena, 17 de novembre de 1780 – idem. 3 de novembre de 1842) fou un violinista, pianista i compositor austríac.
Es recordat a més per l'amistat que l'uní Beethoven el qual era 10 anys més gran que Clement, i per la seva faceta de director de l'orquestra del Theater an der Wien on exercia amb freqüència les labors de concertino.
Fou deixeble de Jarnović. Era tal la seva disposició per la música, que abans de complir els dotze anys, es presentà en públic, en un concert celebrat en el Teatre Imperial, després del qual va recórrer les principals ciutats d'Alemanya i Anglaterra, rebent molts aplaudiments. En retornar a Viena aconseguí el lloc de primer violí i director dels concerts que donava l'orquestra de la cort. Passà a la direcció del Teatre Nou de Viena el 1802 lloc que ocupà fins al 1811, en que realitzà una altra gira artística per Alemanya i Rússia, després de la qual ocupà novament el seu càrrec que deixà per acompanyar l'emperadriu Catalina i dirigir els seus concerts.
Clement gaudia d'una memòria prodigiosa que li permetia assabentar-se de tots els detalls de l'orquestració més complicada amb tan sols llegir-los una o dues vegades. Però, la seva mandra el conduí al defalliment que l'envaí els últims anys de la seva vida.
Va compondre nombroses obres i estudis per a violí, tres obertures a gran orquestra, un concert per a piano i la partitura de l'òpera L'enganyador enganyat, en la que feu evident la seva facilitat metòdica.